# Ichneumon deustus
Ichneumon deustus är en stekelart som beskrevs av Gmelin 1790. Ichneumon deustus ingår i släktet Ichneumon och familjen brokparasitsteklar. Inga underarter finns listade i Catalogue of Life.